# 晁德蒞
晁德蒞（Angelo Zottoli，1826年—1902年），又譯安杰洛·佐托利、晁德莅，字敬庄，是一位意大利天主教神父、來華传教士和汉学家。晁德蒞會漢語以及拉丁語。

## 生平
晁德蒞於1826年6月21日生于阿切尔诺，1843年加入耶稣会，1848年前往中国传教。从1853年起，他在聖依納爵公學任教，同時又担任校长。  馬相伯在聖依納爵公學讀書期間認識了晁德蒞並受其影響。晁德蒞主要在徐家匯附近一帶活動。

## 汉学
他曾將一些中國古代著作以及儒家经典翻譯成拉丁文，並將這些譯文收錄進拉丁文著作《中国文学历程》中。此外他的著作還有中文《真教自证》。
1884年，晁德蒞被法兰西文学院授予儒莲奖。 